# Dieter Paluch
Dieter Paluch ist ein ehemaliger deutscher Basketballspieler.

## Werdegang
Paluch war Nationalspieler der Deutschen Demokratischen Republik und nahm an 52 Länderspielen und 19 internationalen Spielen teil. 1968 bestritt er mit der Auswahl in Sofia die Ausscheidungsrunde für die Olympischen Sommerspiele.
Mit dem TSC Berlin gelang es ihm unter der Leitung von Trainer Hermann Huß im Frühjahr 1969 im Europapokal der Pokalsieger, den spanischen Vertreter Picadero Barcelona aus dem Wettbewerb zu werfen. Paluch erzielte im Achtelfinalhinspiel gegen die Katalanen 25 sowie im Rückspiel 19 Punkte. Anschließend traf man im Viertelfinale auf Olimpija Ljubljana. Hier erfolgte das Ausscheiden, obwohl Paluch und der TSC das Rückspiel 94:90 gewannen. Im Hinspiel (73:101) aber war man trotz 28 Punkten von Paluch deutlich unterlegen gewesen. Er spielte ebenfalls für die BSG Deutsche Akademie der Wissenschaften Berlin. Der Deutsche Turn- und Sportbund zeichnete Paluch als Meister des Sports aus.